# آهن‌رباها (ترانه)
«آهن‌رباها» (انگلیسی: Magnets) ترانه‌ای از گروه دونفره الکترونیک دیسکلوژر با حضور آواز خوانندهٔ نیوزیلندی لرد است. این ترانه توسط هوارد لارنس، گای لارنس، لرد و توسط جیمی نیپس و دیسکلوژر تهیه شد. این تک‌آهنگ در ۲۳ سپتامبر ۲۰۱۵ توسط پی‌ام‌آر و آیلند رکوردز به عنوان چهارمین تک‌آهنگ از دومین آلبوم استودیویی‌شان سیاه‌گوش (۲۰۱۵) منتشر شد. «آهن‌رباها» یک ترانه الکتروپاپ و هاوس با تأثیرات از تکنو-پاپ و آراندبی همراه با بیت‌های الکترونیکی، حلقه‌های کوبه‌ای، سینث‌سایزرها و طبل‌های قبیله‌ای در تنظیماتش است. در متن ترانه ریسک‌پذیری دو عاشق را شرح می‌دهد که به دلایل اخلاقی از با هم بودن محدود شده‌اند.
«آهن‌رباها» با تحسین گسترده‌ای از منتقدان موسیقی روبرو شد و بسیاری تولید آن و تحویل آوازی لرد را ستودند. رولینگ استون این ترانه را در فهرست پایان سال خود قرار داد. موزیک ویدیو همراه ترانه به کارگردانی رایان هوپ ساخته و در ۲۹ سپتامبر ۲۰۱۵ منتشر شد. منتقدان خط داستانی تاریک و تصاویر موزیک ویدیو را تحسین کردند. این ترانه به موفقیت‌ترین اثر دیسکلوژر در استرالیا و نیوزیلند تبدیل شد و به ترتیب در جایگاه ۱۴ و جایگاه دوم قرار گرفت و به بالاترین رده‌بندی برتر در هر دو کشور تبدیل شد. در ایالات متحده، «آهن‌رباها» نخستین تک‌آهنگ آنها برای تأثیرگذاری بر رادیو آلترناتیو و بزرگسالان شد، در جایگاه ۲۱ جدول راک ایرپلی و ۱۳ در جدول ترانه‌های آلترناتیو قرار گرفت.